# Nati nel 1387
| Questa pagina contiene informazioni ricavate automaticamente dalle voci biografiche con l'ausilio del template Bio e di un bot. L'aggiornamento è periodico e automatico e ricostruisce completamente la pagina. Se manca una persona in questa lista, sei pregato di non aggiungerla, ma accertati piuttosto che la sua voce biografica contenga il template Bio e che i dati anagrafici siano correttamente compilati. Se il template Bio manca, inseriscilo tu stesso o, in alternativa, metti l'avviso {{tmp\|Bio}} che ne segnala la mancanza. Se i dati riportati sono sbagliati, correggi direttamente la voce biografica; le modifiche saranno visibili in questa lista entro pochi giorni. Per chiarimenti vedi il progetto biografie. La lista contiene solo le 6 persone che sono citate nell'enciclopedia e per le quali è stato implementato correttamente il template Bio. Pagina aggiornata al 2 mag 2025. |

- 6 luglio - Bianca di Navarra, regina († 1441)
- Juan Casanova, cardinale e vescovo cattolico spagnolo († 1436)
- Enrico V d'Inghilterra, re († 1422)
- Lan Kham Deng, sovrano laotiano († 1428)
- Enrichetta di Mömpelgard, nobile tedesca († 1444)
- Gaetano da Thiene, filosofo, medico e religioso italiano († 1465)